# Бойко, Вадим Вадимович
Вадим Вадимович Бойко по прозвищу Жемчужный прапорщик — бывший прапорщик милиции батальона № 2 полка ППСМ МОБ ГУВД по Санкт-Петербургу. Приобрёл широкую известность за свои действия во время митинга 31 июля 2010 года у Гостиного Двора. Прозвище произошло от пластиковых чёток на запястье, ошибочно принятых за жемчужный браслет. Куйбышевский районный суд Петербурга 26 декабря 2011 года приговорил Вадима Бойко к трем с половиной годам лишения свободы условно, с испытательным сроком два года.

## Эпизод на митинге 31 июля 2010 и последствия
Согласно показаниям потерпевших и видеозаписям 31 июля 2010 года, неизвестный на тот момент сотрудник милиции, подойдя к митингующим крикнул: «Хорьки, блядь, кто ещё?», и в ответ на замечание «Чё материшься?» из толпы подошёл к молодому человеку в красной футболке (Дмитрию Семёнову), схватил его за волосы и нанёс удар по голове дубинкой.
Внимание СМИ к эпизоду было привлечено стараниями блогеров, в частности Марины Литвинович и Алексея Навального. Изначально предполагалось, что это военнослужащий внутренних войск МВД России, но 10 августа Северо-Западное региональное командование внутренних войск заявило, что их личный состав в охране общественного порядка во время митинга не участвовал, поскольку в это время обеспечивал безопасность на футбольном матче. 24 августа источник Фонтанки.ру в ГУВД сообщил, что прапорщик найден и ему вынесен выговор с формулировкой «За несдержанность и нарушение устава патрульно-постовой службы».
25 августа было возбуждено уголовное дело по факту превышения должностных полномочий, совершенного с применением насилия и специальных средств (статья 286 часть 3 УК РФ). 1 сентября по сообщению сотрудника СКП по Санкт-Петербургу, Вадим Бойко явился в прокуратуру с повинной и был опознан потерпевшими. На следующий день закончилась служебная проверка по данному эпизоду, не выявившая нарушений служебной дисциплины со стороны сотрудников органов внутренних дел, задействованных на обеспечении охраны общественного порядка, однако 9 сентября милиционеру было предъявлено обвинение. По версии следствия, он нанёс потерпевшему удар дубинкой в височную область головы, сам милиционер при этом свою вину отрицает и считает, что случайный удар был нанесен в момент задержания палкой, висевшей на страховочном шнуре.
15 сентября на Вадима Бойко было совершено нападение, и 20 сентября он был госпитализирован с сотрясением мозга и черепно-мозговой травмой. 2 ноября было совершено нападение на его первого адвоката Александра Ерошенко, который впоследствии отказался защищать Бойко в суде.
Куйбышевский районный суд Петербурга 26 декабря 2011 года приговорил Вадима Бойко к трем с половиной годам лишения свободы условно, с испытательным сроком два года.

## Другие эпизоды
2 февраля 2008 года перед зданием управления внутренних войск МВД по Северо-Западу был разогнан несанкционированный митинг в защиту Аракчеева и Худякова. По словам экс-депутата петербургского парламента Сергея Гуляева, Вадим Бойко принимал в этом участие и, в частности, осуществлял немотивированно жестокое задержание активистки НБП, осуществлявшей видеосъемку, а также в присутствии свидетелей угрожал ей физической расправой.
11 мая 2013 года Вадим Бойко был задержан сотрудниками вневедомственной охраны в Санкт-Петербурге после конфликта с сотрудниками кафе, после которого Бойко съездил домой и вернулся с ружьём. Единственный выстрел, который он успел произвести из двустволки, угодил в потолок в тот момент, когда работник кафе попытался отвести направленное на него оружие. Впоследствии он раскаялся во всем произошедшем и признал свою вину. 24 ноября Бойко был осужден на три года лишения свободы условно с испытательным сроком на два года по статье 213 УК РФ (хулиганство).
18 сентября 2020 года Вадим Бойко был задержан сотрудниками полиции после драки с охранником гипермаркета в Санкт-Петербурге. Пьяный Бойко был доставлен в 13-й отдел полиции Красногвардейского района, Там он ударил по лицу полицейского. В результате против Вадима Бойко возбуждено уголовное дело по статье 318 УК РФ (применение насилия в отношении представителя власти). Он признал свою вину и был помещен под домашний арест. В феврале 2021 года Бойко был приговорен к полутора годам условно с испытательным сроком два года.

## Культурное влияние
- Возглас прапорщика Бойко во время июльского митинга у Гостиного Двора подтолкнул журналиста Матвея Ганапольского к открытию новой рубрики на радио «Эхо Москвы» — Бунт хорьков[28].
- На концерте Юрия Шевчука в честь «последнего» дня милиции, Артемий Троицкий объявил Вадима Бойко победителем антипремии в номинации «Дубовая башка» за последовательную реализацию сформулированного В. Путиным принципа «дубинкой по башке»[29].
- В сериале «Ментовские войны-6» есть персонаж по фамилии Бойко — бывший сотрудник милиции, уволенный за применение силы в отношении демонстрантов.[значимость факта?]